# 社会福祉主事養成機関等指定規則
社会福祉主事養成機関等指定規則（しゃかいふくししゅじようせいきかんとうしていきそく、平成12年3月29日厚生省令第53号）は、2000年3月29日に、日本国の社会福祉法に基づき制定された厚生労働省令である。

## 教育内容
- 必修科目 
  - 社会福祉概論
  - 社会福祉行政論
  - 社会保障論
  - 公的扶助論
  - 老人福祉論
  - 障害者福祉論
  - 児童福祉論
  - 家庭福祉論
  - 地域福祉論
  - 社会福祉援助技術論
  - 社会福祉援助技術演習
  - 福祉事務所運営論
  - 社会福祉施設経営論
  - 保健体育・レクリエーション
  - 介護概論
  - 医学一般
  - 法学
  - 経済学
  - 心理学
  - 社会学
- 実習 
  - 社会福祉現場実習
  - 社会福祉現場実習指導
- その他 
  - 必修科目又はそれ以外の科目

## 科目
- 必修科目 
  - 社会福祉概論
  - 社会福祉行政論
  - 社会保障論
  - 公的扶助論
  - 老人福祉論
  - 身体障害者福祉論
  - 知的障害者福祉論
  - 精神障害者保健福祉論
  - 児童・家庭福祉論
  - 地域福祉論
  - 社会福祉援助技術論
  - 社会福祉援助技術演習
  - 福祉事務所運営論
  - 生活保護制度演習
  - 介護概論
  - 医学一般
  - 法学
  - 心理学
  - 社会学
- 実習

1. 福祉事務所
2. 社会福祉施設
3. 身体障害者更生相談所、知的障害者更生相談所、児童相談所、婦人相談所、保健所、精神保健福祉センター、老人介護支援センターその他の相談機関